# العقبان الزرقاء

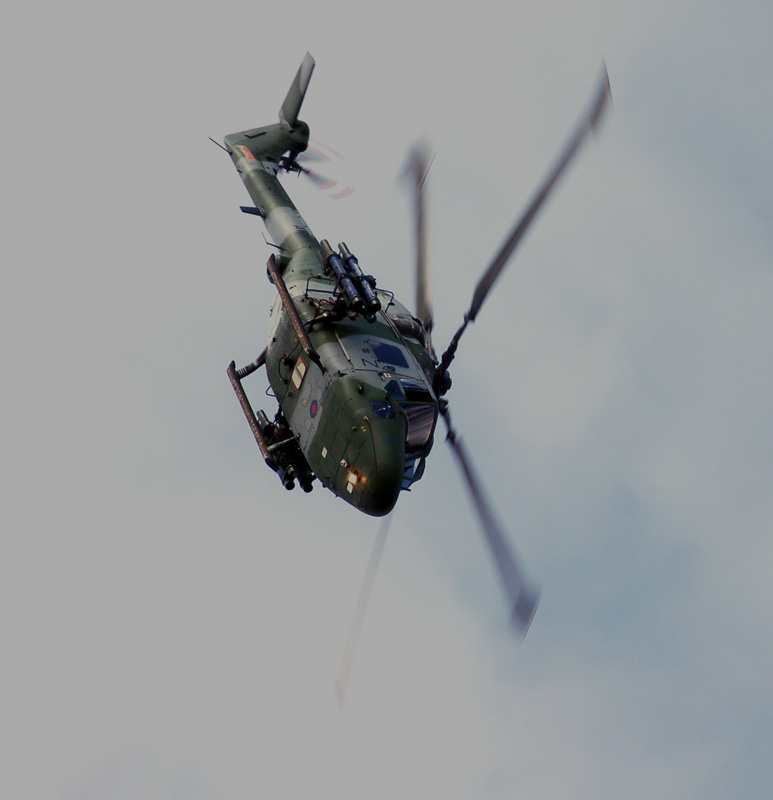
النسر الأزرق الوشق

فريق العقبان الزرقاء، المعروف باسم (بالإنجليزية: Blue Eagles)‏. فريقًا للاستعراض الجوي، تم إنشاؤه عام 1977 مدمجًا مع إسكادرا 103 (103 سربًا) من سلاح الطيران البرتغالي. وكان فريق الطيران الوطني البرتغالي وطائرة طائرتين تابعتين للسلاح الجوي الألماني السابق داسو - بريجيت / دورنير ألفا جيتس.